# Come gocce su pietre roventi
Come gocce su pietre roventi è una commedia pseudotragica scritta da Rainer Werner Fassbinder nel 1965 a soli diciannove anni e da lui mai messa in scena o adattata per il cinema.
Ha ispirato nel 2000 una versione cinematografica dal titolo Gocce d'acqua su pietre roventi diretta dal regista francese François Ozon.

## Trama
Leopold, affascinante cinquantenne, conosce Franz, un giovane idealista e sognatore, confuso nei suoi sogni e nei suoi progetti. La delicatezza e l'ingenuità del giovane ragazzo hanno subito effetto sull'indole vanesia di Leopold. In un sottile quanto sadico gioco di seduzione, Leopold adopera tutti i suoi artifici per conquistare il ragazzo. E alla fine il gioco funziona. Franz lascia Anna, la sua ragazza, per trasferirsi da Leopold con cui intreccia una intensa quanto isterica relazione. 
Ma non tutto è come sembra. Leopold si rivela presto egoista, collerico, egocentrico. Dopo qualche mese inizia a detestare tutto di Franz e il suo gioco crudele arriva all'acme con l'arrivo di Anna e di Vera, la sua ex amante, da lui stesso invitata col pretesto di un possibile riavvicinamento.
E se Leopold ha in mente un sinistro "giochino a quattro", Franz capisce finalmente l'inutilità del suo amore per lui. Dinanzi a questa "impossibilità di amare" non resta che farla finita. In un finale surreale, Franz muore nel disinteresse di tutti mentre le due donne, in un letto trapuntato di arazzi, aspettano Leopold per un gioco erotico e crudele.

## Allestimenti in lingua italiana
In Italia il testo è stato rappresentato in prima assoluta nel 1987 per la regia di Marco Mattolini con Flavio Bonacci ed un giovanissimo Luca Zingaretti al Festival di Viareggio e ripreso nel 2006 dal Teatro dell'Elfo di Milano per la regia di Ferdinando Bruni.
L'ultimo allestimento risale al 2011 prodotto da Accademia Il Primo di Napoli per la regia e la interpretazione di Arnolfo Petri.